# Мустафа Церіч
Мустафа Церіч (народився 5 лютого 1952 року) — боснійський імам, який виконував обов'язки Великого муфтія Боснії та Герцеговини і в даний час є президентом Світового конгресу боснійців.

## Біографія

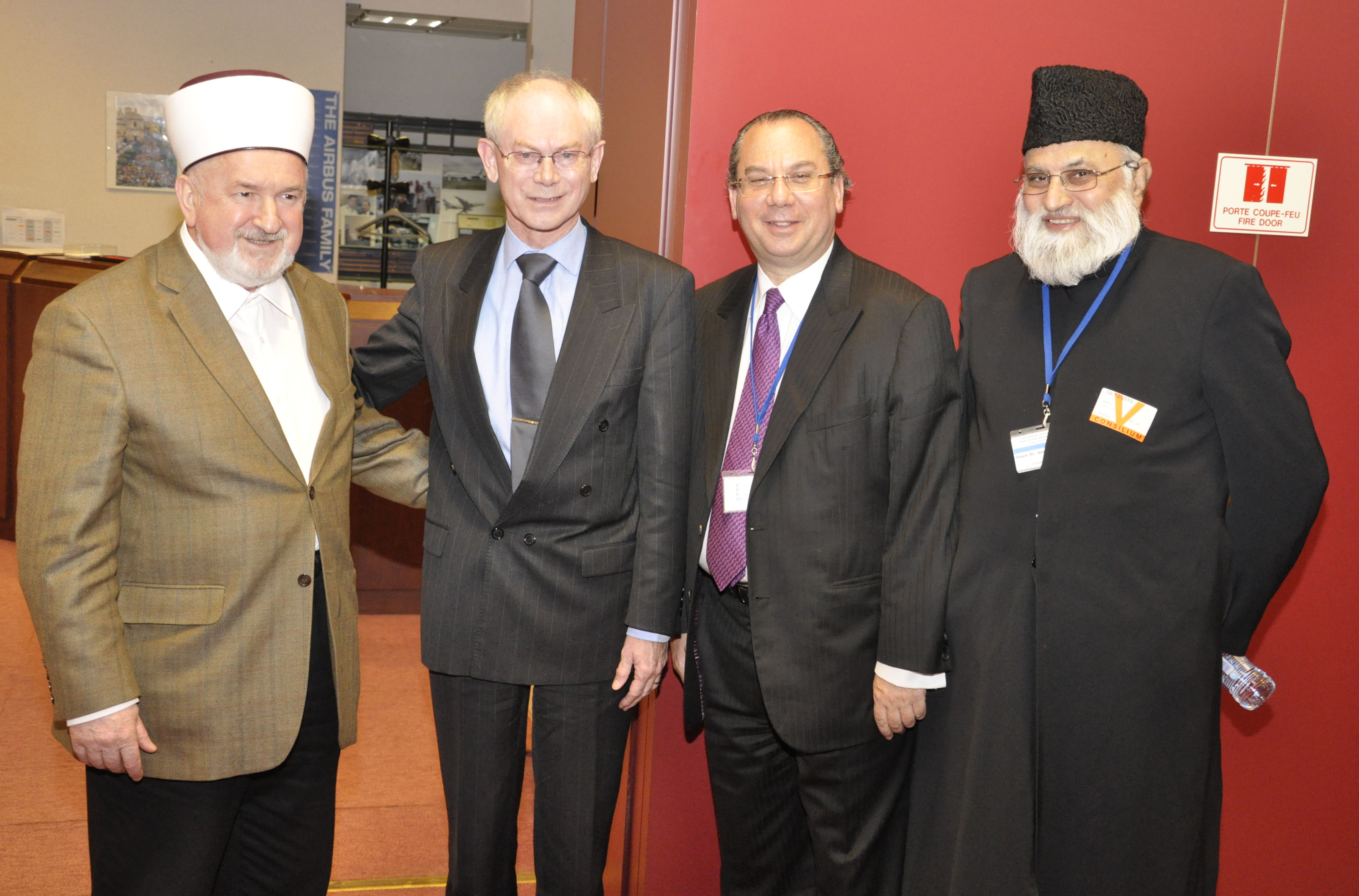
Перше зібрання європейських мусульманських та єврейських лідерів у Брюсселі, грудень 2010 р. — зліва направо: Великий муфтій Мустафа Церіч — Президент Європейської Ради Герман Ван Ромпей — Марк Шнайєр — Абдулджаліл Саджид

Мустафа Церіч закінчив медресе в Сараєво і отримав стипендію в Університеті Аль-Азхар в Каїрі, Єгипет. Потім він повернувся до Югославії, де став імамом. У 1981 році прийняв посаду імама в Ісламському культурному центрі Великого Чикаго (ICC) в Нортбруку, штат Іллінойс, і кілька років проживав у США.
Під час перебування в США він вивчив англійську мову та здобув ступінь доктора філософії. ступінь ісламознавства в Чиказькому університеті. Після навчання він повернувся до Югославії і знову став імамом у навчальному центрі в Загребі в 1987 році.
Церіч очолював Ісламське співтовариство Боснії та Герцеговини з 1993 року. Офіційно він став Великим муфтієм Боснії та Герцеговини в 1999 році. У 2012 році його замінив на посаді рейс-уль-улеми Гусейн Кавазович. У 2011 році Церіч був одним із засновників Боснійської академії наук і мистецтв. У грудні 2012 року Церіч був одним із засновників Світового конгресу боснійців і виконує обов'язки його президента.
Вільно володіє боснійською, англійською та арабською мовами та посилається на «пасивне знання» турецької, німецької та французької мов.

## Діяльність

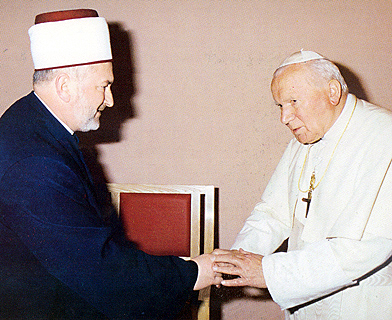
Церіч зустрів Папу Римського Івана Павла II у Сараєво в 1997 році

Він є одним із підписантів відкритого листа ісламських вчених до християнських лідерів із закликом до миру та порозуміння.  Церіч також є членом Комітету совісті, який бореться проти заперечення Голокосту.
Мустафа Церіч запевняв, що іслам є сильним елементом боснійського націоналізму, і стверджував, що Боснія та Герцеговина повинна стати боснійською національною державою, оскільки хорвати та серби вже мають свої національні держави, Хорватію та Сербію.
У 2022 році Мустафа Церіч  підтримав визвольну боротьбу українців  у Російсько-українській війні. Відвідав  разом з представниками релігійних конфесій світу Чернівці, звернувшись до людей із словами підтримки.
.
"Квіти ростуть завдяки дощу, а не грому. Ми тут у тиші, бо мовчання — це мова Бога, а все інше – просто поганий переклад",сказав він.. Українських митців надихнули слова муфтія на створення стінописів, обєднаних ідеєю квітучого саду.

## Нагороди
Церіч — лауреат премії ЮНЕСКО імені Фелікса Уфуе-Буаньї, лауреат щорічної премії Міжнародної ради християн та євреїв «Штернберга» «за винятковий внесок у взаєморозуміння». Він також отримав нагороду Фонду Теодора-Хойса-2007 за внесок у зміцнення демократії."
У 2007 році Асоціація мусульманських соціальних вчених Великої Британії була визнана лауреатом премії за життєві досягнення «на знак визнання внеску в покращення взаєморозуміння між вірами, видатної стипендії за сприяння атмосфері поваги та мирного співіснування, а також більш широке визнання місця віри в Європі та на Заході».
Мустафа Церіч отримав у 2008 році нагороду Фонду Євгена Бісера за зусилля, спрямовані на сприяння миру між ісламською та християнською думками. У 2008 році Церіч прийняв запрошення Тоні Блера бути членом дорадчої ради Фонду Віри Тоні Блера.

## Публікації
- «Виклик єдиної мусульманської влади в Європі» (грудень 2007 р.), Springerlink.com
- Коріння синтетичного богослов'я в ісламі
- Вибір між війною та миром
- «Декларація європейських мусульман» [Архівовано 11 березня 2016 у Wayback Machine.], rferl.org, 16 березня 2006 р.